# Daniel Vaillant
Pour les articles homonymes, voir Vaillant.
Daniel Vaillant, né le 19 juillet 1949 à Lormes dans la Nièvre, est un homme politique français, député de Paris de 2002 à 2017. Il a été ministre des Relations avec le Parlement de 1997 à 2000 et ministre de l'Intérieur, de 2000 à 2002 du gouvernement de Lionel Jospin, et maire du 18e arrondissement de Paris de 1995 à 2001 et de 2003 à 2014.

## Biographie

### Jeunesse et formation
Ses parents, Raymond Vaillant, mécanicien chez Renault, et Germaine, guichetière à la Sécurité sociale, quittent Lormes en 1958 pour s'installer à la Goutte-d'Or à Paris. Le jeune Daniel Vaillant va au collège, rue de Clignancourt.
Technicien-biologiste de formation, et militant socialiste de la première heure, Daniel Vaillant est d'abord adhérent de la FGDS à l'âge de seize ans, puis du Parti socialiste au Congrès d'Épinay. Il est actuellement adhérent de la section socialiste Chapelle-Goutte d'Or dans le 18e arrondissement de Paris, section à laquelle appartient également Lionel Jospin[réf. nécessaire].
Selon Ghislaine Ottenheimer et Renaud Lecadre, « Vaillant a [...] été en grande partie formé, aidé, promu par la franc-maçonnerie. [...] Paul Quilès l'a fait monter dans la hiérarchie du PS du temps où il était chargé des fédérations ».

### Carrière politique
Elu pour la première fois député en 1988 il est battu par Jean-Pierre Pierre-Bloch en 1993. À la suite de l'annulation du scrutin, il retrouve son siège de député le 8 février 1994. Il a intégré le cabinet de la Première ministre Édith Cresson en 1991.
Après la défaite de la gauche aux législatives, il continue à jouer un rôle important dans l'évolution du Parti socialiste, notamment en travaillant à l'élargissement de la gauche aux écologistes et à la féminisation de la politique française.
Durant le gouvernement de la Gauche plurielle, il est hiérarchiquement le numéro 2 du PS, après le premier secrétaire, François Hollande.
Le 29 août 2000, après la démission de Jean-Pierre Chevènement, celui qui est présenté comme le « fidèle disciple » de Jospin est nommé par ce dernier ministre de l'Intérieur, fonction qu'il exerce jusqu'au 6 mai 2002.
Il est élu député le 16 juin 2002, pour la XIIe législature (2002-2007), dans la 19e circonscription de Paris. Il fait partie du groupe socialiste. Il est député de Paris et maire du 18e arrondissement de Paris.
En mai 2011, Daniel Vaillant publie un ouvrage intitulé PS : 40 ans d'histoire(s). Du congrès d'Épinay à nos jours, dans lequel il revient sur son parcours militant. Du collage d’affiche de l’élection présidentielle de 1965 à l’entrée au ministère de l’Intérieur en 2000, il y raconte aussi l’histoire du parti et de ses principaux protagonistes avec humour et un brin de provocation.
Comme Pascal Cherki dans le 14e arrondissement, et conformément aux consignes de la candidate PS Anne Hidalgo, qui ne souhaite pas que les têtes de listes parisiennes cumulent les mandats de député et de maire, Daniel Vaillant renonce finalement, le 7 septembre 2013, à se représenter à l'élection municipale,.
En novembre 2016, il est en compétition avec David Assouline soutenu par Anne Hidalgo pour la troisième place sur la liste pour les élections sénatoriales de septembre 2017. Sa candidature est finalement écartée lors d'un conseil fédéral du PS.
Lors de la campagne présidentielle de 2017, Daniel Vaillant soutient Emmanuel Macron (En marche !) et n'envisage de se représenter aux législatives que si ce dernier est élu président de la République. Emmanuel Macron est finalement élu mais Daniel Vaillant, le 17 mai, déclare renoncer à se présenter aux élections législatives, avant de changer d'avis le lendemain : il est donc finalement candidat à sa réélection, sous l'étiquette divers gauche. Il est éliminé dès le premier tour, arrivant en 5e position avec 6,60 % des suffrages exprimés.

## Prises de position

### Légalisation du cannabis
En 2003, dans un article du quotidien Libération, Daniel Vaillant propose la légalisation de la consommation personnelle de cannabis à travers un contrôle de la production et de l'importation, comme c'est le cas avec l'alcool. Il précise : « On peut imaginer un contrôle des approvisionnements extérieurs et une production en France. Tout se ferait dans la transparence, dans la règle comme pour le tabac et l'alcool. Pas de produits frelatés, pas d'économies souterraines et une vente à des endroits précis et contrôlés, interdite aux mineurs de moins de 16 ans. Autoriser la consommation donc, mais pénaliser la conduite à risque comme pour l'alcool. Et durcir la pénalisation pour les trafiquants. »

### Prières de rue
Daniel Vaillant a déclaré en septembre 2011 : « Je n'ai jamais demandé d'interdit concernant ces prières de rue. C'était une forme de tolérance en attendant qu'une solution définitive et digne soit trouvée. Aucune récrimination locale par rapport à ce phénomène ne m'a été adressée. J'ai eu des lettres, certes, mais venant de toute la France ou d'autres quartiers de Paris. Ici, les prières de rue ne dérangent personne. »
Dans le 18e arrondissement de Paris, il soutient[Quand ?] la création d'un Institut des cultures d'Islam à la Goutte-d'Or. La mairie de Paris et celle du 18e arrondissement ont décidé de financer la création de 4 000 m2 de locaux pour accueillir en 2012 cet institut dans deux emplacements différents (rue Polonceau et rue Stephenson). La ville a voté une subvention de 696 000 euros, dont 46 000 euros pour l'investissement. Cet institut doit donner leur place à Paris aux cultures d'Islam, tout en facilitant la pratique du culte. Projet inédit et ambitieux, il superposera une dimension cultuelle, gérée par une association privée, et une dimension culturelle et scientifique, dont la ville de Paris a pris l'initiative, tout en contribuant au nouveau visage architectural de la Goutte d'Or. Un centre de préfiguration a ouvert ses portes le 7 octobre 2006 au 19-23, rue Léon (18e).

## Activités parlementaires
Rapport parlementaire: Daniel Vaillant a poursuivi sa réflexion sur le cannabis à la demande de Jean-Marc Ayrault en présidant un groupe de travail parlementaire sur la question à l’Assemblée nationale. Pendant quatorze mois, de février 2010 à juin 2011, ce groupe a auditionné une quarantaine de personnes issues des domaines médical, associatif et institutionnel. Ce travail s’est traduit par la livraison d’un rapport intitulé Cannabis : sortir du statu quo, dans lequel les membres du groupe de travail préconisent notamment une « légalisation contrôlée » du cannabis.
Interventions parlementaires : Parmi ses interventions en séance, Daniel Vaillant a interrogé le Gouvernement à de multiples reprises sur des questions variées telles que la baisse des aides de l’État aux quartiers relevant de la Politique de la Ville, le nécessaire maintien des écoles dans des quartiers populaires, ou encore déploré les fermetures massives des hébergements d’urgence, notamment à Paris où la Ville a dû se substituer à l’État.

## Synthèse des résultats électoraux

### Élections législatives
| Année | Parti        | Parti | Circonscription | 1er tour | 1er tour | 1er tour | 2d tour | 2d tour | 2d tour | Issue |
| Année | Parti        | Parti | Circonscription | Voix     | %        | Rang     | Voix    | %       | Rang    | Issue |
| ----- | ------------ | ----- | --------------- | -------- | -------- | -------- | ------- | ------- | ------- | ----- |
| 1988  |              | PS    | 19e de Paris    | 8 070    | 32,25    | 1er      | 14 634  | 54,72   | 1er     | Élu   |
| 1993  | 5 483        | PS    | 19e de Paris    | 21,97    | 2e       | 11 293   | 47,94   | 2e      | Battu   |       |
| 1994  | 4 191        | PS    | 19e de Paris    | 33,20    | 1er      | 7 964    | 53,60   | 1er     | Élu     |       |
| 1997  | 8 025        | PS    | 19e de Paris    | 33,02    | 1er      | 14 629   | 57,20   | 1er     | Élu     |       |
| 2002  | 9 396        | PS    | 19e de Paris    | 36,96    | 1er      | 13 447   | 58,36   | 1er     | Élu     |       |
| 2007  | 10 006       | PS    | 19e de Paris    | 37,63    | 1er      | 15 778   | 63,05   | 1er     | Élu     |       |
| 2012  | 17e de Paris | PS    | 13 174          | 46,11    | 1er      | 19 152   | 72,84   | 1er     | Élu     |       |
| 2017  | 17e de Paris |       | DVG             | 1 740    | 6,60     | 5e       |         |         |         | Battu |

### Élections municipales
Les résultats ci-dessous concernent uniquement les élections où il est tête de liste.
| Année | Liste  | Liste | Commune   | 1er tour | 1er tour | 1er tour | 2d tour | 2d tour | 2d tour | Sièges obtenus | Sièges obtenus | Sièges obtenus |
| Année | Liste  | Liste | Commune   | Voix     | %        | Rang     | Voix    | %       | Rang    | CA             | CP             |                |
| ----- | ------ | ----- | --------- | -------- | -------- | -------- | ------- | ------- | ------- | -------------- | -------------- | -------------- |
| 1989  |        | PS    | Paris 18e | 12 727   | 23,53    | 2e       | 19 889  | 36,93   | 2e      | NC             | 3 / 14         |                |
| 1995  | 15 207 | PS    | Paris 18e | 34,01    | 2e       | 22 671   | 46,36   | 1er     | NC      | NC             |                |                |
| 2001  | 17 343 | PS    | Paris 18e | 36,99    | 1er      | 28 722   | 60,35   | 1er     | 34 / 42 | 11 / 14        |                |                |
| 2008  | 25 791 | PS    | Paris 18e | 49,56    | 1er      | 35 861   | 72,50   | 1er     | 24 / 28 | 12 / 14        |                |                |

## Détail des mandats et fonctions

### Fonctions gouvernementales
- 4 juin 1997 – 29 août 2000 : ministre des Relations avec le Parlement
- 29 août 2000 – 5 mai 2002 : ministre de l'Intérieur[20]

### Mandats électifs
- 17 mars 1986 – 31 mars 1989 : membre du conseil régional d'Île-de-France
- 23 juin 1988 – 1er avril 1993 : député de la dix-neuvième circonscription de Paris
- depuis le 20 mars 1989 : membre du conseil de Paris (conseil municipal et général)
- 8 février 1994 – 4 juillet 1997 : député de la dix-neuvième circonscription de Paris
- 19 juin 1995 – 18 mars 2001 : maire du 18e arrondissement de Paris
- depuis le 19 juin 2002 : député de la dix-neuvième puis de la dix-septième circonscription de Paris
- 10 mars 2003 - 14 avril 2014 : maire du 18e arrondissement de Paris

## Décorations
- Chevalier de la Légion d'honneur, 14 juillet 2019[21].

## Publications
- C'est ça, ma gauche, Éditions Plon, 2001 (avec une préface de Lionel Jospin), 220 p.,  (ISBN 2259189679 et 9782259189675)
- La sécurité, priorité à gauche (en collaboration avec Jacques Mazeau), Éditions Plon, 2003, 187 p.,  (ISBN 2259196896 et 9782259196895)
- PS : 40 ans d'histoire(s). Du congrès d'Épinay à nos jours, Éditions de l'Archipel, 2011, 414 p.  (ISBN 978-2-8098-0481-2)